# جایزه کین
جایزه کین یک جایزه ادبی است که هر سال به بهترین داستان کوتاه نوشته‌شده توسط نویسنده‌ای آفریقایی چه در آفریقا و چه جاهای دیگر که به زبان انگلیسی منتشرشده اهدا می‌شود. این جایزهٔ ۱۰ هزار پوندی که به‌عنوان بوکر آفریقایی شناخته می‌شود در سال ۲۰۰۰ در بریتانیا به یاد مایکل هریس کین، رئیس پیشین گروه بوکر، تأسیس شد.